# Palazzo Senarega-Zoagli
Il palazzo Senarega-Zoagli è un edificio sito in largo Sanguineti al civico 11, nella zona di via San Lorenzo nel centro storico di Genova. L'edificio fu inserito nella lista dei palazzi iscritti ai Rolli di Genova.

## Storia e descrizione

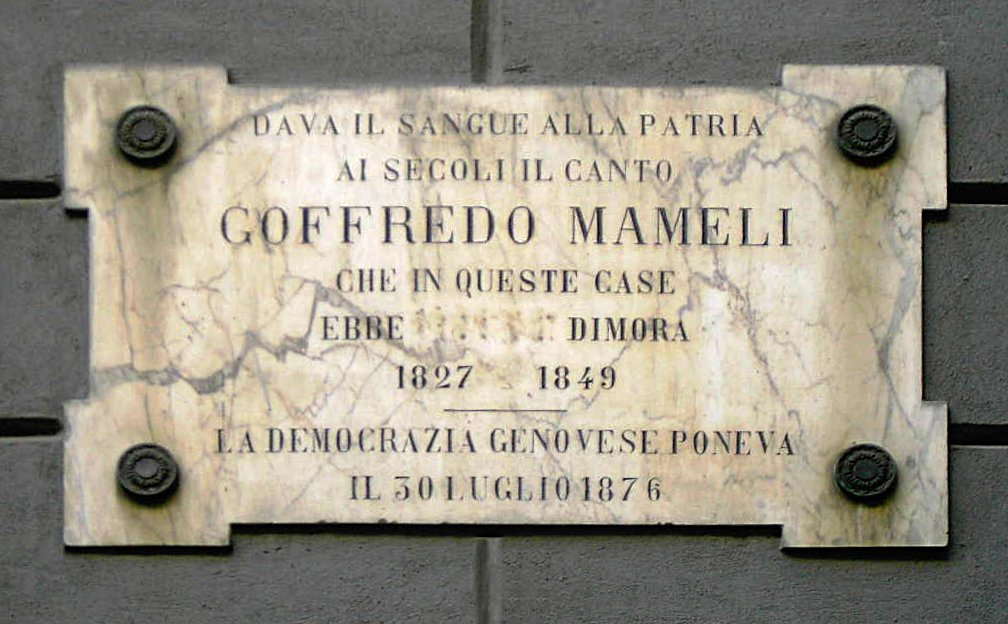
Targa commemorativa all'esterno del palazzo sul soggiorno di Goffredo Mameli

L'antica "piazza di San Genesio", nucleo degli "alberghi" nobiliari dei Colonna prima e dei Sauli poi, è scomparsa dopo il tracciamento nel XIX secolo di via San Lorenzo.
In corrispondenza di questo palazzo, che sostituisce due case del XV secolo degli Scoti e dei Calligepali, rimane però una rientranza che non è stata cancellata dal riallineamento delle altri fronti prospettanti sulla strada. Articolato nella pianta, il palazzo scavalca due vicoli per mezzo di archivolti.
Nei rolli di Genova è citato una sola volta, come casa di Mattia Senarega, mentre nell'estimo del 1798 viene definito "palazzo di due appartamenti" di Giacomo Balbi Piovera.
Nel secolo scorso viene annesso alla casa adiacente, appartenente alla famiglia Zoagli, e oggi è ricordato per aver ospitato Goffredo Mameli dal 1827 al 1849. Suddiviso in appartamenti, rispecchia ancora nella facciata la ripartizione in due piani nobili oltre i mezzanini.